# ダヴィド・スヴャトスラヴィチ (チェルニゴフ公)
ダヴィド・スヴャトスラヴィチ（ロシア語: Давыд Святославич、1050年頃 - 1123年）は、キエフ大公スヴャトスラフの子である。ペレヤスラヴリ公：1073年 - 1076年、ムーロム公：1076年 - 1093年、スモレンスク公：1093年 - 1095年、1096年 - 1097年、ノヴゴロド公：1094年 - 1095年、チェルニゴフ公：1097年 - 1123年。チェルニゴフの地（チェルニゴフ公国領）における最初の聖人（ブラゴヴェルヌィー(ru)）であり、ブリャンスク聖人大聖堂において、その記憶日はユリウス暦の9月20日とされている。

## 生涯
1073年、父スヴャトスラフがキエフ大公となると、ペレヤスラヴリ公位を与えられた。しかし1076年に父が死ぬと、父の世襲領（ヴォチナ(ru)）であるチェルニゴフの地への配置転換を余儀なくされ、スヴャトスラフはムーロムへ異動となった。1078年、チェルニゴフの覇権をめぐる戦い(ru)で、父の次のキエフ大公となっていたイジャスラフが戦死した後は、チェルニゴフはウラジーミル・モノマフが統治した。
キエフ大公フセヴォロドの死後の記述においては、ダヴィドは一時、ムスチスラフに代わってノヴゴロド公であったことが記されている。1094年、兄弟のオレグがチェルニゴフを制圧した際に、ダヴィドはスモレンスクへ向かっていたが、このとき、ノヴゴロドの人々はムスチスラフ（この時、一時的にロストフ公）にノヴゴロド公位を返還させた。なお、1096年にオレグがウラジーミル・モノマフとスヴャトポルクによってチェルニゴフから追放されている。
1097年、リューベチ諸公会議において、各々の父の地を受領、継承していく原則が取り決められ、ダヴィドのチェルニゴフ公位は承認された。（兄弟のオレグはチェルニゴフ公国から分離したノヴゴロド・セヴェルスキー公国のノヴゴロド・セヴェルスキー公となった）。
同年11月、ヴォルィーニ公ダヴィドが会議の決定を覆し、テレボヴリ公ヴァシリコに危害を加えた。ダヴィド（本項のダヴィド）は兄弟のオレグやウラジーミル・モノマフと共にキエフへ行くと、キエフ大公スヴャトポルク（上記のスヴャトポルク）の同意を取り付けた上で、ヴォルィーニ公ダヴィドに対する遠征を行った（ルーシ内戦 (1097年 - 1100年)）。また、1100年の、ヴォルィーニ公ダヴィドに対する遠征の戦後処理会議にあたるウヴェチチ諸公会議(ru)に参加し、ヴォルィーニ（ウラジーミル・ヴォリンスキー）をヴォルィーニ公ダヴィドから没収する代償金のうち、100グリヴナを出資した。
1101年、ペレムィシュリ公ヴォロダリと共にポーランドへの遠征を行った。
1103年、ポロヴェツ族への対処を決議したドロプスク諸公会議に参加し、12世紀初頭のポロヴェツ族への遠征軍を組織した。1116年には、ウラジーミル・モノマフの子らと共に、ポロヴェツ族の支配下にあったドネツ川上流の諸都市を破壊し、シャルカンのオルダをカフカスへと追いやった。
1113年、キエフ大公スヴャトポルクが死亡した。当時の継承法(ru)に従えばキエフ大公位はダヴィドに相続されるはずだったが、ダヴィドの大公位就任は実現しなかった（キエフ大公位にはウラジーミル・モノマフが就いた）。ダヴィドとモノマフの間における権力闘争に関して記した記述はない。
1115年、ペレヤスラヴリ公ヤロポルクによる、ミンスク公グレプに対する遠征軍に参加し、ドルツクへ出兵、陥落させた。1118年にはウラジーミル・モノマフらと共にヴォルィーニ公ヤロスラフを攻め、これを降伏させている。
1123年に死亡し、チェルニゴフの救世主顕栄大聖堂(ru)に埋葬された。

## 妻子
妻の名はフェオドシヤ。子には以下の人物がいる。
- スヴャトスラフ(ru) - ルーツク公
- ロスチスラフ
- フセヴォロド - ムーロム公
- ウラジーミル - チェルニゴフ公
- イジャスラフ - キエフ大公